# Суженый мой…
«Суженый мой…» — второй студийный альбом российской певицы Ирины Аллегровой, выпущенный в 1994 году на лейбле «Русское снабжение».

## Об альбоме
Фактически, альбом представляет собой переиздание дебютного альбома певицы «Странник мой» с добавлением новых песен. Автором большинства песен в альбоме является Игорь Николаев. Также можно встретить произведения Ларисы Рубальской и Виктора Чайки — «Бабник» и «Транзитный пассажир». Песня «Игрушка» была исполнена Аллегровой ещё во времена, когда она была в составе группы «Электроклуб». Большинство композиций в альбоме стало большими хитами и вошло в «золотой фонд» песен Ирины Аллегровой.
Релиз альбома состоялся в 1994 году лейбле «Русское снабжение» (RS-94015) на компакт-дисках. В том же году был выпущен следующий студийный альбом, а вскоре был выпущен и сборник лучших песен с названием «Суженый мой…» на лейбле «Студия „Союз“». Альбом был лидером московского хит-парада дистрибьюторской сети «Студии „Союз“» в течение четырёх месяцев подряд (с мая по август).
В 2021 году альбом был переиздан лейблом Warner Music Russia в цифровом формате, трек-лист альбома изменён не был, однако место оригинальных версий некоторых песен заняли римейки.

## Отзывы критиков
В связи с переизданием 2021 года Алексей Мажаев написал рецензию альбома для издания InterMedia, однако принял его за новоиспечённый сборник лучших хитов. Тем не менее, он назвал пластинку «хитовой» и «в меру надрывной», а песни — «очень интересными экземплярами с точки зрения изучения психологии лирических героинь». В итоге он поставил альбому семь баллов из десяти.

## Список композиций
| №                   | Название                      | Текст песни         | Музыка              | Длительность |
| ------------------- | ----------------------------- | ------------------- | ------------------- | ------------ |
| 1.                  | «Не улетай»                   | Игорь Николаев      | Игорь Николаев      | 4:06         |
| 2.                  | «Мой ласковый и нежный зверь» | Сергей Сигарев      | Игорь Николаев      | 4:05         |
| 3.                  | «Верьте в любовь девчонки»    | Игорь Николаев      | Игорь Николаев      | 2:37         |
| 4.                  | «Игрушка»                     | Павел Жагун         | Игорь Николаев      | 3:53         |
| 5.                  | «Свечка»                      | Игорь Николаев      | Игорь Николаев      | 4:00         |
| 6.                  | «Как я соскучилась»           | Игорь Николаев      | Игорь Николаев      | 4:12         |
| 7.                  | «Суженый мой»                 | Игорь Кохановский   | Игорь Николаев      | 3:33         |
| 8.                  | «Бабник»                      | Симон Осиашвили     | Виктор Чайка        | 3:56         |
| 9.                  | «Не было печали»              | Игорь Николаев      | Игорь Николаев      | 4:55         |
| 10.                 | «Глупый мальчишка»            | Игорь Николаев      | Игорь Николаев      | 3:43         |
| 11.                 | «Странник»                    | Игорь Николаев      | Игорь Николаев      | 3:08         |
| 12.                 | «Фотография»                  | Игорь Николаев      | Игорь Николаев      | 3:26         |
| 13.                 | «Младший лейтенант»           | Игорь Николаев      | Игорь Николаев      | 3:45         |
| 14.                 | «Транзитный пассажир»         | Лариса Рубальская   | Виктор Чайка        | 4:05         |
| Общая длительность: | Общая длительность:           | Общая длительность: | Общая длительность: | 52:00        |